# Старонародная улица
Старонаро́дная у́лица — улица в районе Южное Бутово Юго-Западного административного округа Москвы.

## Расположение
Улица разделена на 3 части. Первая часть начинается от Вокзальной площади, пересекает Мелитопольский проезд и заканчивается на Джанкойской улице.Вторая от Джанкойской улицы, затем расходится в две стороны: В сторону Старонародной улицы, а вторая в сторону Джанкойской улицы. А 3 часть начинается от Джанкойской улицы, обвивает детский сад и заканчивается Старонародной улицей.

## Описание
Улица небольшая, поэтому имеет лишь 2 четырнадцатиэтажного дома (построенные в 1995,1998 годах), дом 1995 года — П30, а дом 1998 имеет тип П30/12.

## Происхождение названия
Изначально, эта улица называлась Народной, в честь народа. Затем в 1986 году, когда присоединилась территория Бутова к Москве, к названию была добавлена приставка Старо-, это было сделано для устранения одноимённости московских улиц

## Транспорт

#### Железнодорожный транспорт
Бутово (МЦД)

#### Автобусные остановки
- Бульвар Дмитрия Донского — Большая Бутовская улица — Станция «Бутово» — Бутовский полигон (№ 18)
- Остафьевская улица —  Бунинская аллея —  Улица Горчакова — Аллея Витте —  Бульвар Дмитрия Донского — Станция «Бутово» (№ 94)

## Здания и сооружения

### По чётной стороне
- Дом 2
- Детский сад № 2587
- Дом 4